# Kakumei Dualism
Kakumei Dualism (jap. 革命デュアリズム Kakumei Dyuarizumu) – singel kolaboracyjny T.M.Revolution i japońskiej piosenkarki Nany Mizuki, wydany 23 października 2013 roku. Utwór tytułowy został użyty jako opening anime Valvrave the Liberator. Singel osiągnął 2 pozycję w rankingu Oricon i pozostał na liście przez 20 tygodni, sprzedał się w nakładzie 120489 egzemplarzy. Singel zdobył status złotej płyty.

## Lista utworów
| CD (edycja limitowana; Type A) |                                                                              |                                                         |                                                         |                                                         |      |
| Nr                             | Tytuł                                                                        | Słowa                                                   | Kompozycja                                              | Aranżacja                                               | Czas |
| 1.                             | "Kakumei Dualism" (jap. 革命デュアリズム Kakumei Dyuarizumu)                 | Hibiki                                                  | Noriyasu Agematsu (Elements Garden)                     | Seima Iwahashi (Elements Garden)                        | 3:59 |
| 2.                             | "Kakumei Dualism -Anime version-" (jap. 革命デュアリズム -アニメバージョン-) | Hibiki                                                  | Noriyasu Agematsu (Elements Garden)                     | Seima Iwahashi (Elements Garden)                        | 1:32 |
| CD (edycja limitowana; Type B) |                                                                              |                                                         |                                                         |                                                         |      |
| Nr                             | Tytuł                                                                        | Słowa                                                   | Kompozycja                                              | Aranżacja                                               | Czas |
| 1.                             | "Kakumei Dualism" (jap. 革命デュアリズム Kakumei Dyuarizumu)                 | Hibiki                                                  | Noriyasu Agematsu (Elements Garden)                     | Seima Iwahashi (Elements Garden)                        | 3:59 |
| CD (edycja regularna; Type C)  |                                                                              |                                                         |                                                         |                                                         |      |
| Nr                             | Tytuł                                                                        | Słowa                                                   | Kompozycja                                              | Aranżacja                                               | Czas |
| 1.                             | "Kakumei Dualism" (jap. 革命デュアリズム)                                    | Hibiki                                                  | Noriyasu Agematsu (Elements Garden)                     | Seima Iwahashi (Elements Garden)                        | 3:59 |
| 2.                             | "Kakumei Dualism" (jap. 革命デュアリズム) (Nana Mizuki Only)                 | Hibiki                                                  | Noriyasu Agematsu (Elements Garden)                     | Seima Iwahashi (Elements Garden)                        | 3:59 |
| 3.                             | "Kakumei Dualism" (jap. 革命デュアリズム) (T.M.Revolution Only)              | Hibiki                                                  | Noriyasu Agematsu (Elements Garden)                     | Seima Iwahashi (Elements Garden)                        | 3:59 |
| DVD                            |                                                                              |                                                         |                                                         |                                                         |      |
| Nr                             | Tytuł                                                                        | Tytuł                                                   | Tytuł                                                   | Tytuł                                                   | Czas |
| 1.                             | "Kakumei Dualism" (jap. 革命デュアリズム) (Music Video)                      | "Kakumei Dualism" (jap. 革命デュアリズム) (Music Video) | "Kakumei Dualism" (jap. 革命デュアリズム) (Music Video) | "Kakumei Dualism" (jap. 革命デュアリズム) (Music Video) | 5:54 |
| 2.                             | "Kakumei Dualism" (jap. 革命デュアリズム) (TV SPOT)                          | "Kakumei Dualism" (jap. 革命デュアリズム) (TV SPOT)     | "Kakumei Dualism" (jap. 革命デュアリズム) (TV SPOT)     | "Kakumei Dualism" (jap. 革命デュアリズム) (TV SPOT)     | 2:30 |
| 3.                             | "TV anime Valvrave the Liberator" (TV SPOT)                                  | "TV anime Valvrave the Liberator" (TV SPOT)             | "TV anime Valvrave the Liberator" (TV SPOT)             | "TV anime Valvrave the Liberator" (TV SPOT)             | 0:45 |